# Papilio peranthus

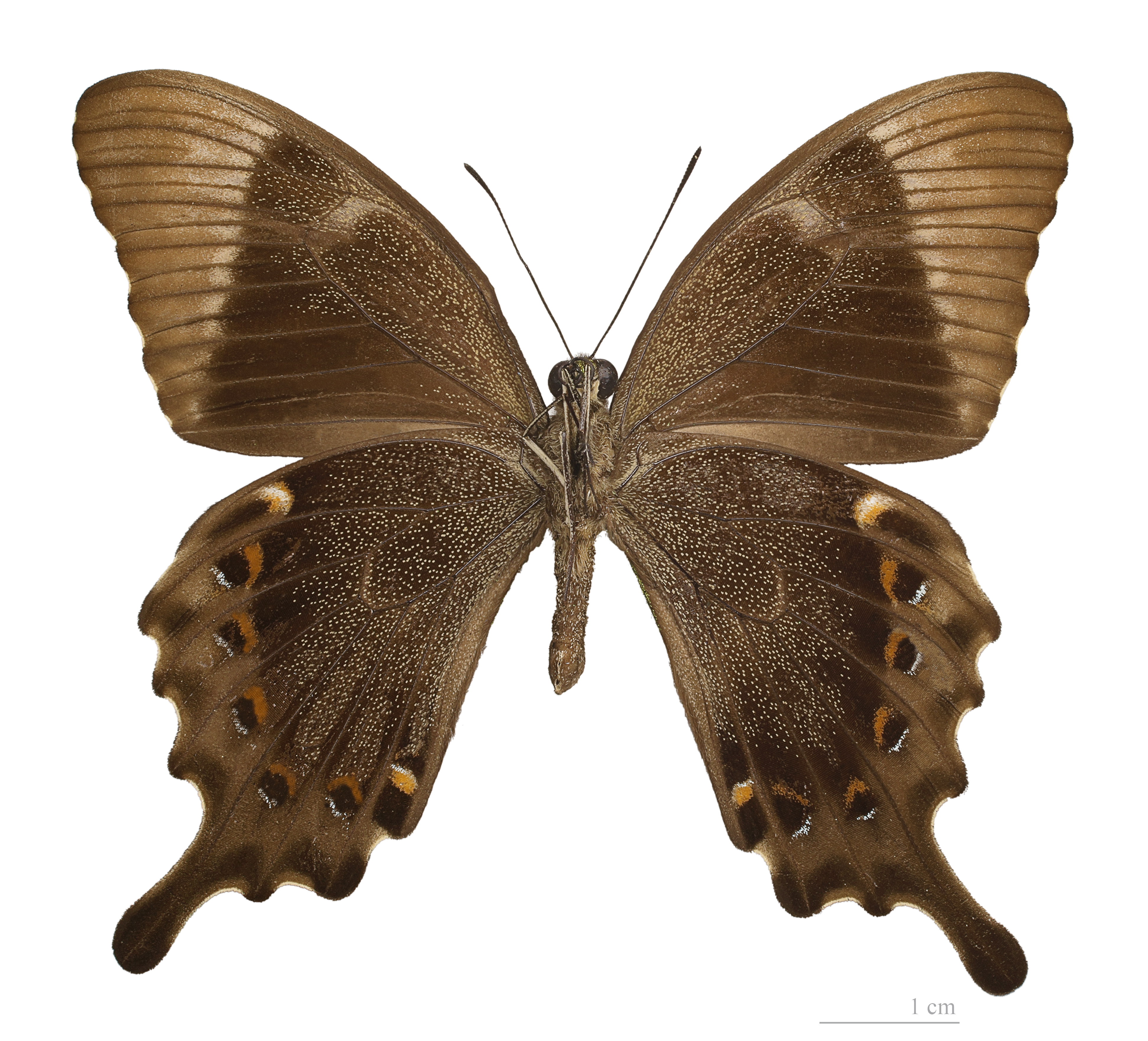
Papilio peranthus kangean △♀

Papilio peranthus ist ein Schmetterling aus der Familie der Ritterfalter (Papilionidae).

## Merkmale
Die Falter erreichen eine Flügelspannweite von 70 bis 90 Millimetern. Die Vorderflügel haben eine schwarze Grundfärbung, werden jedoch in der Basalregion und ein wenig in der Diskalregion von einem gelbgrünen Bereich geprägt. In der Nähe vom Apex, in der Submarginalregion und ein wenig in der Postdiskalregion befindet sich ein dreieckförmiger Bereich mit grünen, einzelnen Schuppen, welcher Richtung Innenrand zunehmend dünner wird. Die Hinterflügel haben eine schwarze Grundfärbung und werden in der Basalregion und ein wenig in der Diskalregion von einem gelbgrünen Bereich geprägt. In der Submarginalregion befinden sich mehrere, angedeutete grüne Bogenflecken. Der Außenrand ist gewellt und hat einen Schwanzfortsatz.
Die Unterseite der Vorderflügel hat kaum eine Ähnlichkeit mit der Oberseite. Sie hat eine braune Grundfärbung und im vorderen Bereich, in der Nähe vom  Vorderrand mit weißen Schuppen bestäubt. Das Dreieck Innenwinkel-Apex-Innenrand der Grenze Submarginalregion und Postdiskalregion-Innenwinkel ist deutlich heller als der Rest des Flügels und wird von braunen Adern durchbohrt. Die Unterseite der Hinterflügel hat kaum eine Gemeinsamkeit mit der Oberseite. Sie hat eine braune Grundfärbung und ist in der Basalregion und Diskalregion mit einzelnen, weißen Schuppen bestäubt. Die Submarginalregion und Teile der Postdiskalregion sind etwas heller gefärbt. In diesem Bereich befinden sich mehrere Augen, welche blau, schwarz und rot sind. Am Außenrand befindet sich eine weitere Reihe dunkelbrauner Bogenflecken. Im Innenwinkel und am Vorderrand befindet sich jeweils ein schwarz-oranges Auge.
Der Körper hat eine schwarze Grundfärbung, ist am Thorax jedoch mit grünen Schuppen bestäubt. Die beiden Geschlechter haben die gleichen Flügelzeichnungen und Körper.

## Verwandte Arten

### Ähnliche Arten
- Papilio lorquinianus
- Papilio pericles
- Papilio ulysses

### Unterarten
- Papilio peranthus adamantius (Felder, 1864)
- Papilio peranthus baweanus (Hagen, 1896)
- Papilio peranthus intermedius (Snellen)
- Papilio peranthus insulicola (Rothschild)
- Papilio peranthus transiens (Fruhstorfer)

## Vorkommen und Verbreitung
Das Verbreitungsgebiet von Papilio peranthus ist auf Indonesien (Java, Sulawesi, Kleine Sundainseln) beschränkt.

## Gefährdung
Papilio peranthus gilt als nicht gefährdet, obwohl er in seinem Verbreitungsgebiet nicht häufig anzutreffen ist.